# Frack m/1838

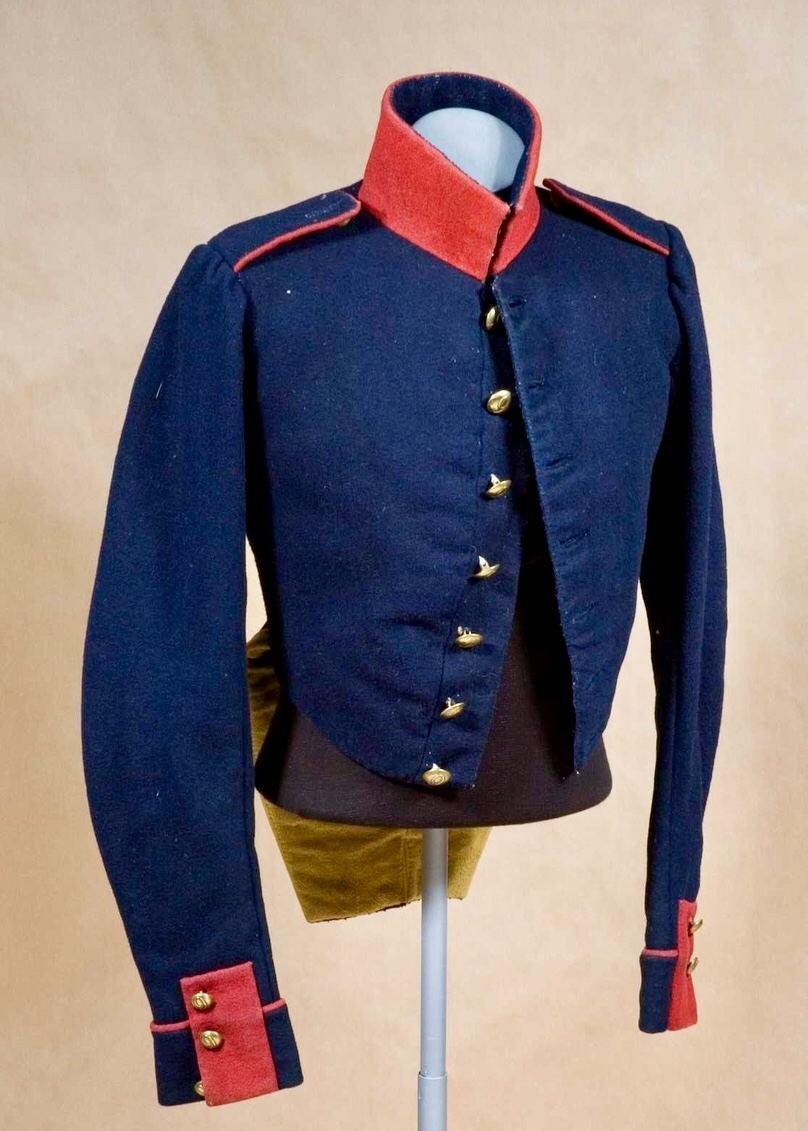
Frack m/1838 för manskap vid Skaraborgs infanteriregemente.

Frack m/1838 är en uniformsjacka som var i bruk inom den svenska Kungliga armén under 1800-talets första hälft. 

## Utseende
Frack m/1838 var gjord av blått kläde för större delen av indelta infanteriet, medan jägarförbandens variant hade mörkgrön färg. Fracken var försedd med sju mässingsknappar i en enkel knapprad samt ståndkrage i röd färg för det tunga infanteriet, och grön för jägarsoldaterna. Ärmuppslagen var blå med röd klaff, medan uppvecken på skörten var gula.

## Användning
Frack m/1838 användes av hela infanteriet förutom gardes- och grenadjärregementena. Fracken brukades till och med 1845 då den ersattes av vapenrock m/1845 hos samtliga infanteriförband.

## Bildgalleri

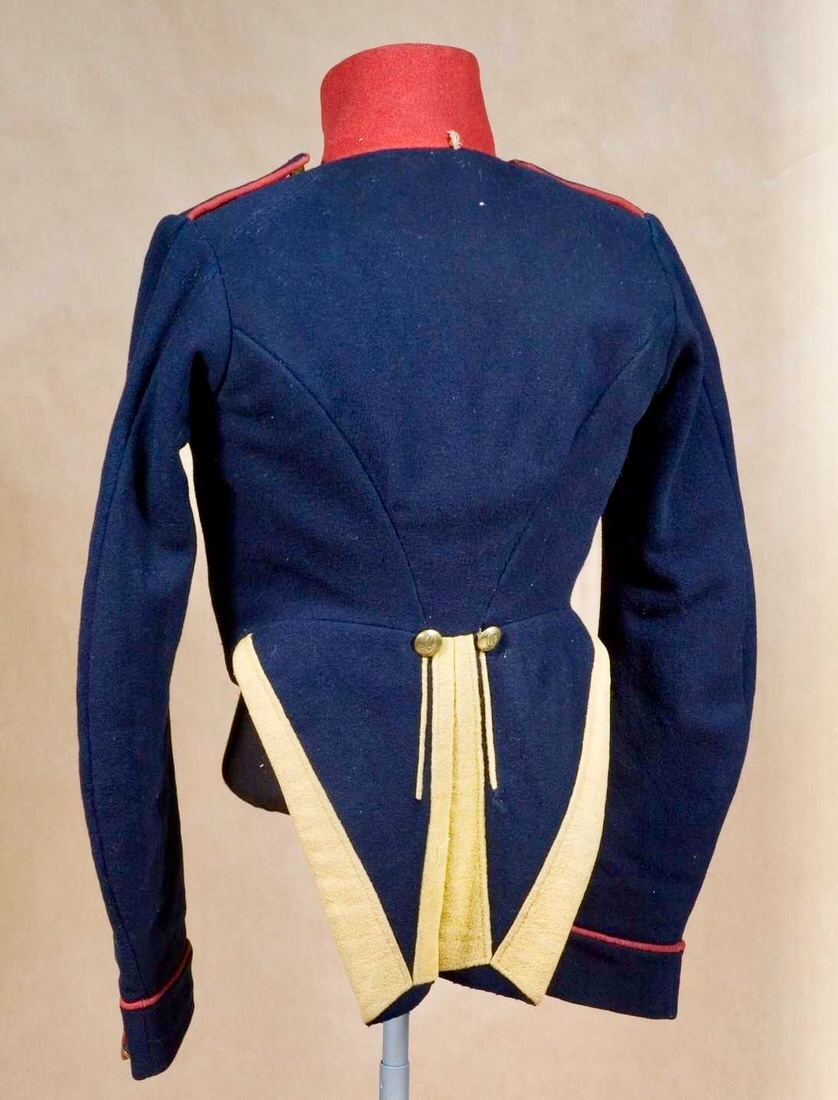
Frack m/1838 sedd bakifrån.
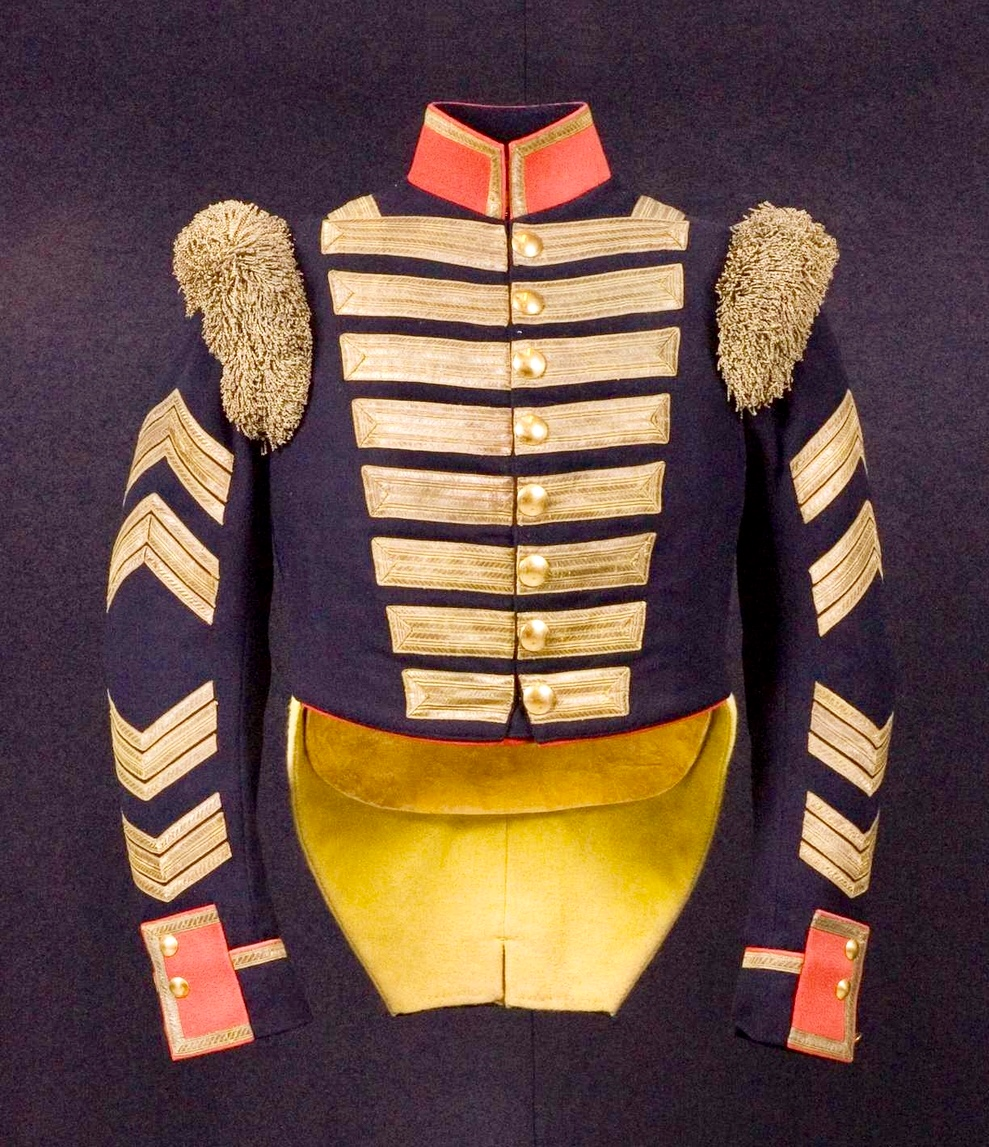
Frack m/1838 för regementstrumslagare vid Upplands infanteriregemente.
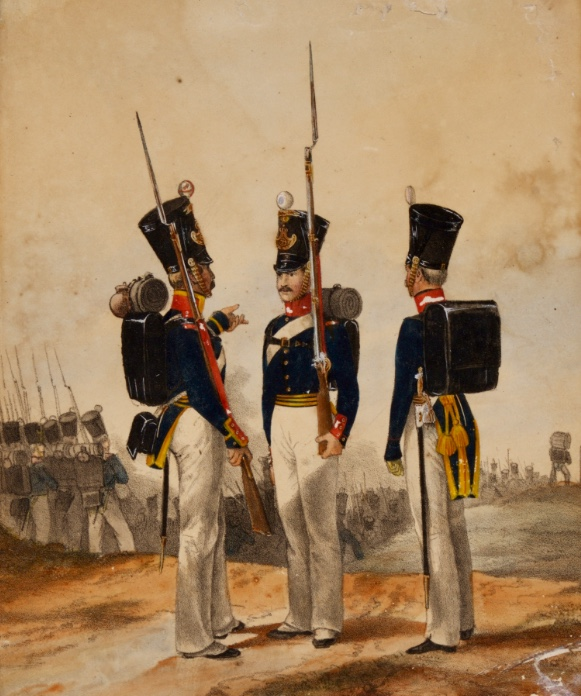
Indelta infanterister iförda frack m/1838 och tschakå m/1831. Litografi av Eckert und Monten, ca 1840.
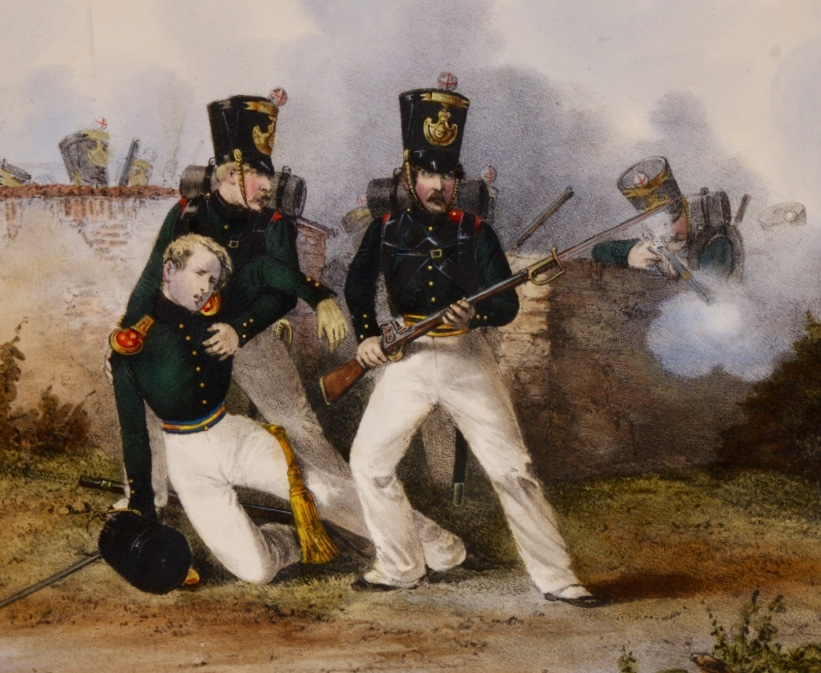
Soldater ur Värmlands fältjägarkår iförda frack m/1838. Litografi av Eckert und Monten, ca 1840.

### Webbkällor
- Uniformer vid den svenska armén - 1800-tal - Infanteriets uniformer, sida 1